# Trachelopachys ignacio
Trachelopachys ignacio är en spindelart som beskrevs av Norman I. Platnick 1975. Trachelopachys ignacio ingår i släktet Trachelopachys och familjen flinkspindlar.
Artens utbredningsområde är Paraguay. Inga underarter finns listade i Catalogue of Life.